# Sigrid Pawelke
Œuvres principales
« Les influences de la scène du Bauhaus aux États-Unis » (2005)

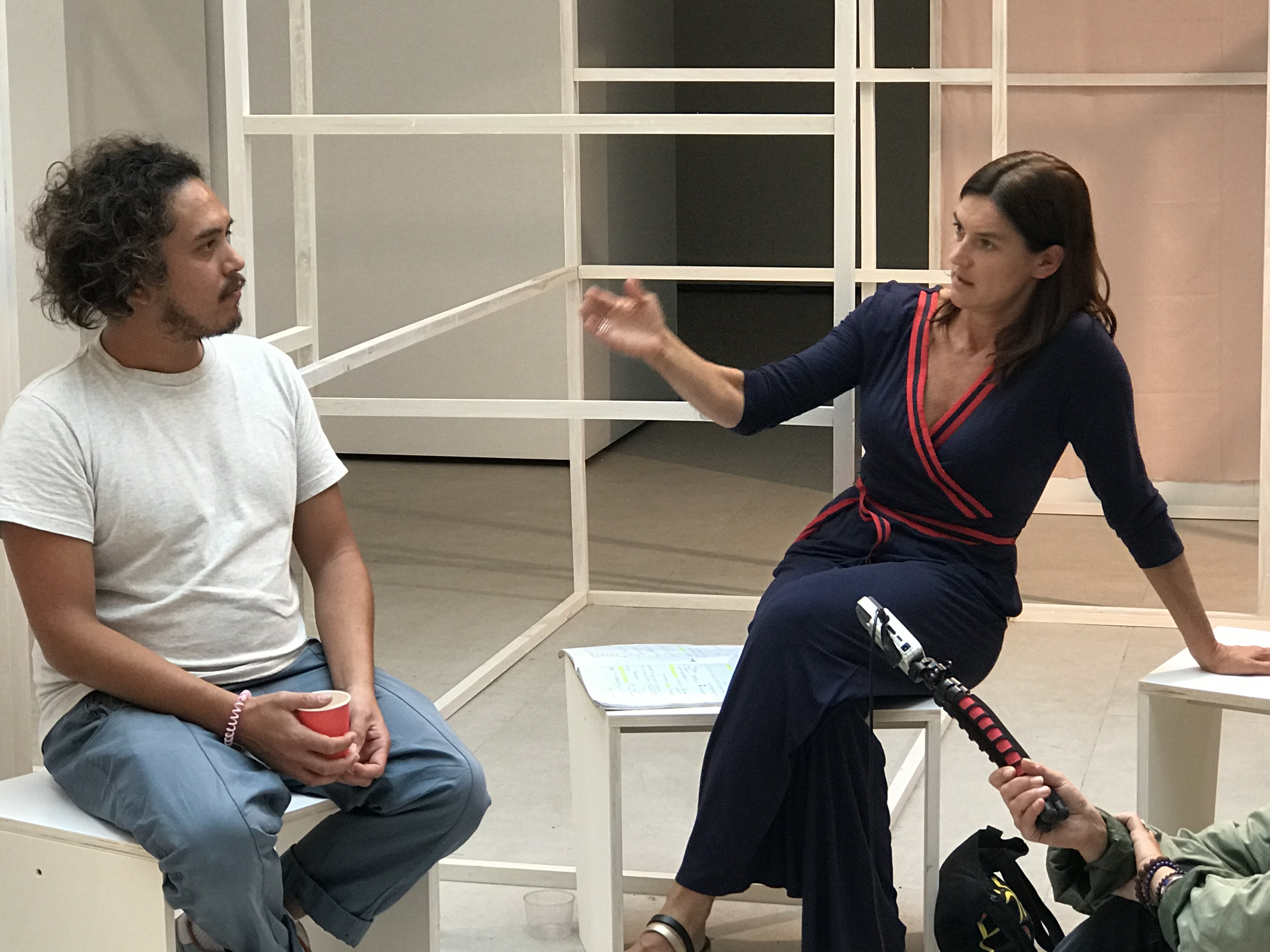
Sigrid Pawelke et Arjuna Neuman 29.08.2020

Sigrid Pawelke, commissaire d’exposition, historienne de l’art, de la performance et des arts du spectacle et professeur, spécialiste du Bauhaus et de ses influences sur les arts en Amérique du Nord.
Née en Allemagne, elle vit en France, où après avoir enseigné l’histoire de l’art à l’École supérieure d’art d’Aix en Provence (ESAAix) jusqu'en 2016 elle est actuellement enseignante en histoire de l'art et en performance à l'École supérieure d'art Dunkerque-Tourcoing. Elle a travaillé avec des artistes internationaux tels que Lucy, Orta et Jorge Orta, Jochen Gerz et Michelangelo Pistoletto, et organisé des ateliers avec des chorégraphes, tels VA Wölfl (de), Philippe Découflé, Angelin Preljocaj, Rachid Ouramdane, Marcos Morau, Niv Sheinfeld et Oren Laor.

## Carrière
Sigrid Pawelke a suivi une formation de danse et de performance, elle est diplômée de la formation "Life/Art Process" (Tamalpa Graduate) d’Anna Halprin. Elle a fait des études théâtrales, de cinéma et d’histoire de l’art à l’université d’Erlangen-Nuremberg en Allemagne, a poursuivi ses études de théâtre et de cinéma à l’université de la Sorbonne Nouvelle (Paris 3), avant d’être chercheur associé à l’Institut of Fine Arts à la New York University sous la direction de Linda Nochlin.
Elle a obtenu son doctorat d’histoire de l’art et des études théâtrales en 2000. Sa thèse, intitulée Influences de la scène du Bauhaus aux USA,, analyse les rapports entre la scène du Bauhaus, les performances d’avant-garde et la danse postmoderne aux États-Unis, et en approfondit plus particulièrement les aspects esthétiques et pédagogiques. Pawelke analyse les perspectives interdisciplinaires promues par le Bauhaus, qui furent exposées dans les programmes du Black Mountain College et qui conduisirent, entre autres, à l’émergence du premier Happening de John Cage. L’étude de Pawelke fut la première analyse rigoureuse et approfondie des liens entre le Bauhaus européen et la scène expérimentale américaine.
Pawelke a enseigné la théorie et la pratique de l’art performance et des arts du spectacle à l’université de la Sorbonne Nouvelle (Paris 3), l’université de Paris Saint-Denis (Paris 8), à la Parsons The New School for Design de Paris, et l’histoire de l’art à l’École supérieure d’art d’Aix en Provence. Ses contributions internationales régulières, sous forme de conférences, cours et ateliers, se tiennent dans des villes comme Beyrouth, Berlin, Budapest, Rouen, Stockholm, Venise et Vilnius. Elle fut conférencière invitée entre autres au Centre Pompidou à Paris, au « Kunst-Werke Institute for Contemporary Art Berlin », au Bauhaus Dessau,, à l’Université Ca’ Foscari à Venise et au PRATT Institute à New York. Elle transmet son travail performatif dans des écoles d’art et dans des universités. En 2022 elle a dirigé deux workshops à l’Università Ca’ Foscari à Venise « INSIEME – des processus corporels collectifs dans l’anthropocène » et le workshop « WAKE UP – corps et biosphère » à Ypres en Belgique.
Pawelke a conçu des programmes et dirigé des projets pour la Fondation de France, la Fondation Bauhaus Dessau (de), la Fondation Alfred Toepfer et l'Agence fédérale pour l'éducation civique (Bundeszentrale für politische Bildung). Entre 2006 et 2010, elle a introduit le programme des « Nouveaux commanditaires » en Allemagne.
Pawelke s’est spécialisée dans les projets artistiques urbains et environnementaux. Elle a travaillé pour « PS1 », Centre d’art contemporain de New York, et pour la Fondazione Pistoletto à Biella. La portée et l’influence sociale de ses projets et de ses interventions artistiques sont pour elle essentielles. En 2019 elle a créé avec le chorégraphe Dimitri Chamblas UNLIMITED BODIES, une expérience interdisciplinaire de sept jours, inspirée par des pédagogies radicales du Bauhaus, pour la biennale PERFORMA 19 à New York. En 2020, pendant la biennale Manifesta 13 à Marseille, Pawelke a développé cinq tables rondes autour de « l’art, la société et l’écologie » dans le cadre du projet « Infinite Village » de Cora von Zezschwitz et Tilman,.

## Publications
- 1996 Nombreux articles et critiques dans les rubriques danse et cinéma « magazine Arte »[17], Paris. Chaîne de télévision culturelle franco-allemande
- 2002 « We could be anywhere, I know this place », Lettre International, septembre 2002, Berlin[18]
- 2005 « Les Influences de la scène du Bauhaus aux États-Unis : Une étude sur la connexion de la scène au Bauhaus, l’avant-garde de l’art performance et la danse postmoderne, avec un regard esthétique et pédagogique » ; 293 p., Roderer Verlag[19]
- 2008 « L’Art et la société civile – Paradigmes actuels et nouvelles voies », Fondation Mitarbeit, Wegweiser Bürgergesellschaft[20]
- 2014 « Black Mountain College : Art, Démocratie, Utopie; Alan Speller, Black Mountain College :  L’Éducation artistique et l’Avant-garde », Critique d’art[21]
- 2022 « Une pédagogie contextuelle et environnementale : Experiments in the Environment d’Anna et Lawrence Halprin » in : Enseigner en temps de crise – les leçons du bauhaus, ENSA Toulouse, p.138-161[22].

## Conférences
- 2003 Intervenante : « No Future – The World and Politics in The Anthology of Art »[23], Musée des beaux-arts de Budapest
- 2003 Intervenante : « Les Arts et la ville : Approches innovateurs », École nationale supérieure d'architecture de Paris-Malaquais[24]
- 2009 Commissaire : « Conférence européenne des Nouveaux commanditaires : Un model de commande d’art pour la société civile, Kunstwerke Berlin, Germany. Avec Bruno Latour et Chantal Mouffe parmi d’autres; En connexion avec le séminaire européen des Nouveaux commanditaires à Siggen, Allemagne. 9 octobre 2009, Kunst-Werke Institute for Contemporary Art (de) Berlin, Allemagne [25]
- 2009 Intervenante : « Open Engagement, Commissioning and Producing Art for the Public Realm », Marabou Parken Stockholm, Suède. « La Planification créative, la tâche artistique et les Nouveaux commanditaires ». 25. – 28. Septembre 2009[26]
- 2010 Co-commissaire et intervenante : « Le Pouvoir de l’imagination » Symposium, spectacle et concert, Bauhaus Dessau, Allemagne ; Titre : La Pédagogie et la scène au Bauhaus : La Base pour la naissance de la performance au Black Mountain College[27]
- 2010 Intervenante : « The Impact of Cultural and Citizenship Education on Social Cohesion », Vilnius. Titre : « La Culture comme pouvoir décisif pour la participation sociale et politique sur le fond du programme de commission d’art des Nouveaux commanditaires » [28]. Title of the workshop: Culture as a Driving Force for Social and Political Participation: How Could Social Realities Be Formed and Changed Through the Arts[29]?
- 2011 Intervenante : « La Performance au Black Mountain College – un Bauhaus américain », conférence publique, Centre Pompidou, Paris, France, 23 novembre 2011[30]
- 2012 Commissaire et intervenante : « Back and forth: From life to art – John Cage », ESAAix, Aix en Provence et Alphabetville, Marseille[31], Semaine thématique sur John Cage, la musique, les partitions, les protocoles, la chance comme model et l’enseignement au Black Mountain College et la New School for social research New York[32]
- 2015 Commissaire et intervenante : « Danse et arts visuels vers de nouvelles explorations », ESAAIX, Aix en Provence, France : symposium avec 14 experts interdisciplinaires afin d’explorer le rôle de la scène et surtout de la danse comment elle ouvre un champ multidisciplinaire d’expérimentation ; 9–10 mars 2015, École supérieure d’art Aix en Provence, France[33]
- 2015 Commissaire et intervenante : « Migration – Stratégies de création » : symposium sur la crise de migration et son impact, avec des réfugiés, artistes, politiques, experts, scientifiques et ONGs afin de déterminer des stratégies créatives et artistique du sujet. En lien avec le workshop et les performances participatives « Misplaced women » de l’artiste Tanja Ostojić, 14–16 décembre 2016, École supérieure d’art Aix en Provence, France[34]
- 2016 Commissaire et intervenante : « Art et Biosphere – naissance d’une nouvelle conscience », ESAAIX, Aix en Provence, France : Symposium avec plus de 20 intervenants internationaux, des artistes, designers, architectes, experts, chercheurs et 6 organisations culturelles françaises afin d’échanger et créer un réseau de collaboration, 20 –22 avril 2016, École supérieure d’art Aix en Provence, France[35]
- 2016 Intervenante :  « La Partition comme source de création au Bauhaus et dans l’œuvre d’Anna et Lawrence Halprin », ESADHaR École supérieure d’art Rouen[36]
- 2019 – Intervenante : “La scène du bauhaus en Amérique”, dans le cadre de l’exposition “Bauhaus und Amerika. Experimente in Licht und Bewegung”, Landesmuseum Münster, Allemagne[37]
- 2019 – Intervenante : “Une pédagogie expérimentale et environnementale : Experiments in the Environment by Anna and Lawrence Halprin”, Symposium “100 ans du bauhaus”, ENSA, Toulouse, France[38]
- 2019 – Intervenante : “Le bauhaus bizarre et l’innovation performative“ et « La scène du bauhaus”, PRATT Institute, histoire de l’art, New York, États-Unis[39]
- 2020 – Intervenante : “Les artistes femmes de la Manifesta 13 à Marseille”, biennale européenne nomade, conférence publique, Aix en Provence, France[40]
- 2022 : Intervenante – « Black Mountain – Live art and the art to live », Università Ca’Foscari, Venise, Italie[10]

## Résidences
- 2003 Commissaire, intervenante et chercheuse :  « Urban Walk » avec une exposition : Problématiques urbaines dans Beyrouth après guerre, Beirut Street Festival[41], Zicohouse, Liban
- 2005 Commissaire et artiste : « Social Responsible Transformation » – Résidence internationale avec 12 artistes, chercheurs et commissaires : développement des workshops et des projets artistiques autour des sujets sociétaux, Cittadellarte/Fondazione Pistoletto, Biella, Italie : Résidence de quatre mois. Projet : « Un gioco: la tua casa, il tuo segno, la tua scelta » : installation d’une maison de jeu sur la place publique avec des enfants et des jeunes immigrés et italiens ; développement des ateliers autour de la notion de « la maison et le chez soi », 1er juillet – 31 octobre 2005, University of Ideas, Fondazione Pistoletto, Biella, Italie[42]